# Max Eham
Max Eham (* 16. Februar 1915 in Bergham, Miesbach; † 27. Juli 2008 in München) war ein deutscher römisch-katholischer Priester, Domkapellmeister, Komponist und Hochschullehrer.

## Leben
Max Eham studierte an der ehemaligen Freisinger Philosophisch-theologischen Hochschule; parallel studierte er Musik bei Michael Dachs. Am 25. Juni 1939 empfing er die Priesterweihe durch Michael Kardinal Faulhaber. Er studierte bis 1941 an der Münchner Akademie der Tonkunst Komposition bei Joseph Haas, Orgel bei Emanuel Gatscher und Kirchenmusik bei Ludwig Berberich. Er spielte neben Orgel und Klavier auch Violine, Flöte und Horn.
Eham war von 1949 bis 1969 als Domkapellmeister am Freisinger Dom in Freising, von 1969 bis 1990 an der Frauenkirche in München. Ab 1969 lehrte er an der Hochschule für Musik und Theater München Partitur, Generalbass, Dirigieren und Geschichte der katholischen Kirchenmusik. 1975 wurde Max Eham zum Honorarprofessor ernannt.

## Wirken
Max Eham hat sich maßgeblich für die Erneuerung und Überarbeitung der Kirchenmusik nach dem Zweiten Vatikanischen Konzil engagiert. Neben einer Vielzahl von Messen, Motetten und Vespern („Korbiniansvesper“) komponierte er vier Requien.
Für seine Verdienste um die Kirchenmusik ernannte ihn Papst Paul VI. 1977 zum Päpstlichen Ehrenprälaten (Monsignore). 1986 ehrte ihn Bundespräsident Richard von Weizsäcker mit der Verleihung des Bundesverdienstkreuzes am Bande des Verdienstordens der Bundesrepublik Deutschland.